# Wąwelnica Szczecińska
Wąwelnica Szczecińska – nieistniejący przystanek kolejowy w Wąwelnicy w Polsce, w województwie zachodniopomorskim, w powiecie polickim, w gminie Dobra.